# Léglantiers

Léglantiers este o comună în departamentul Oise, Franța. În 1 ianuarie 2022 avea o populație de 553 de locuitori.